# Vajra Sky Over Tibet
Vajra Sky Over Tibet is een Amerikaanse documentairefilm uit 2006, geregisseerd, geproduceerd en geschreven door John Bush.

## Verhaal
De film toont een pelgrimstocht naar enkele van de bekendste festivals die nog bestaan in het hedendaagse Tibet. De documentaire toont tevens de bedreigingen voor de kleine boeddhistische gemeenschap in Tibet.

## Rolverdeling
| Acteur         | Personage |
| -------------- | --------- |
| John Bush      | verteller |
| Tenzin Chogyal | verteller |
| Dadon          | verteller |

## Achtergrond
Omdat vraaggesprekken niet konden worden afgenomen voor de film, gaven Tenzin Choegyal en Dadon, beiden Tibetanen in ballingschap, veel van de achtergrondinformatie die bij de beelden te zien is. Aan de muziek van de film werkten veel bekende Tibetaanse zangers en muzikanten mee.